# Pavao II. Šubić Bribirski
Pavao II. Šubić Bribirski (?, o. 1295. – Ostrovica, kolovoz 1346.), hrvatski velikaš, trogirski i ostrovički knez iz velikaške obitelji Šubića Bribirskih. Bio je treći sin bana Pavla I. († 1312.).
U izvorima se spominje od 1301. godine kada je zajedno s braćom Mladenom II., Jurjem II., Grgurom V. i Markom III. bio knez Tropolja. Bio je i knez Trogira od 1305. godine, a spominje se i kao knez Skradina 1311. godine.
Nezadovoljan podijelom vlasti među braćom, predvodio je zajedno s drugim hrvatskim velikašima pobunu protiv starijeg brata, bana Mladena II. u želji da se domogne banske vlasti. Međutim, nakon bratova poraza kod Blizne 1322. godine nije uspio u naumu da naslijedi banski položaj i postigne prvenstvo u rodu te je podržao vodstvo svog brata Jurja II. († 1330.).
Poslije Jurjeve smrti, Pavao II. je podržavao njegova sina i nasljednika Mladena III. u borbi protiv drugih hrvatskih velikaša predvođenih vojvodom Nelipcem II., za što je dobio upravu nad Ostrovicom, koju je oporučno ostavio maloljetnom sinu Jurju III., kojemu je za skrbnika postavio svog brata Grgura V. Od njegova sina Jurja potječe kasnija moćna velikaška obitelj Zrinskih.
Oženio se krčkom kneginjom Elizabetom Frankopan († iza 1347.) s kojom je imao dva sina, Jurja III. i Pribka te kći Katarinu.